# Volei la Jocurile Olimpice de vară din 2012
Probele sportive de volei la Jocurile Olimpice de vară din 2012 s-au desfășurat în perioada 27 iulie–12 august 2012. Partidele de volei interioare s-au disputat la Earls Court, în timp ce partidele de volei pe plajă s-au disputat pe Horse Guards Parade.

## Probe sportive
Patru medalii de aur s-au pus la bătaie în patru probe sportive:
- Volei masculin
- Volei feminin
- Volei pe plajă masculin
- Volei pe plajă feminin

## Sumar medalii

### Clasamentul pe țări
| Loc   | Țară                       | Aur | Argint | Bronz | Total |
| ----- | -------------------------- | --- | ------ | ----- | ----- |
| 1     | Brazilia                   | 1   | 2      | 1     | 4     |
| 2     | Statele Unite ale Americii | 1   | 2      | 0     | 3     |
| 3     | Rusia                      | 1   | 0      | 0     | 1     |
| 3     | Germania                   | 1   | 0      | 0     | 1     |
| 5     | Italia                     | 0   | 0      | 1     | 1     |
| 5     | Japonia                    | 0   | 0      | 1     | 1     |
| 5     | Letonia                    | 0   | 0      | 1     | 1     |
| Total | Total                      | 4   | 4      | 4     | 12    |

### Rezultate
| Probă           | Aur                                                               | Argint                                               | Bronz                                      |
| Masculin        | Rusia                                                             | Germania                                             | Italia                                     |
| Feminin         | Brazilia                                                          | Statele Unite ale Americii                           | Japonia                                    |
| Masculin, plajă | Germania Julius Brink Jonas Reckermann                            | Brazilia Alison Cerutti Emanuel Rego                 | Letonia Mārtiņš Pļaviņš Jānis Šmēdiņš      |
| Feminin, plajă  | Statele Unite ale Americii Misty May-Treanor Kerri Walsh Jennings | Statele Unite ale Americii Jennifer Kessy April Ross | Brazilia Juliana Felisberta Larissa França |